# Maxim (czasopismo)
Maxim – miesięcznik adresowany do mężczyzn, założony w 1995 roku w Wielkiej Brytanii, mający 28 edycji językowych, w tym polską. Edycja polska była wydawana w latach 2001−2003 i ponownie od 2011 do 2013 roku, kiedy to wydawca miesięcznika, spółka Ginza Media Group ogłosiła upadłość. „Maxim” znany jest z publikowania rozebranych zdjęć i artykułów o popularnych aktorkach, piosenkarkach i modelkach.